# Jagdpanzer V
A Jagdpanzer V (propagandaneve Jagdpanther, „vadászpárduc”) a Harmadik Birodalom által a második világháború utolsó másfél évében gyártott és használt vadászpáncélos, amely a Párduc közepes tank alvázára épült. 1944-es hadrendbe állítását követően megfordult a nyugati és a keleti front csatáiban is. Német katonai jelölése Sd.Kfz. 173.

## Tervezés és felépítés
A 8,8 cm-es PaK L/71-es ágyú és a Panther alvázának „összeépítésével” létrehozandó vadászpáncélos fejlesztése 1942. október 2-án kezdődött, a makett egy év múlva, 1943 októberében lett kész. Hitler a mintapéldányt 1943. december 16-án tekintette meg. A sorozatgyártás 1944 januárjában kezdődött meg. A tető és az oldalpáncélzatot megnagyobbították, ami nagyobb küzdőteret létesített. A 8,8 cm-es Pak 43/3-as ágyút a ferde mellső páncélzatban található bölcsőben rögzítették (a korai gyártmányoknál az ágyút a felépítmény homlokpáncélzatához hegesztették). A később gyártott példányok nyújtott és csavarozással rögzített bölcsővel rendelkeztek. A gyalogság elleni védelemről a felépítményen található Haltverteidigungsgerät (közelbiztosító fegyver), és egy a homlokpáncélzatba helyezett MG 34-es géppuska gondoskodott.
A személyzet 5 főből állt. A vezető a jármű bal első traktusában foglalt helyet, míg a rádiós tőle jobbra helyezkedett el, a géppuska kezeléséért ő felelt. Mögöttük kapott helyet a töltőkezelő valamint az irányzó, leghátul pedig a parancsnok. A vezető periszkópját a páncéltörő löveghez képest balra, a felépítmény elején helyezték el. A korai modellek két kémlelőnyílással voltak ellátva, míg a későbbi változatok már csak eggyel. A többi optikai megfigyelő eszközt a felépítmény tetején helyezték el, ezeket főként a parancsnok és az irányzó használta. A kezelő személyzet számára összesen három búvónyílást alakítottak ki, egyet a felépítmény hátuljára szereltek fel, amit főként a lőszer bemálházására használtak, a másik kettő pedig a páncéltest tetején kapott helyet.

## Gyártás
A prototípus tesztelését követően 1943 decemberében jóváhagyták a típus sorozatgyártását. A típus előállítását a MIAG (Muhlenbau-Industrie AG) Braunschweigi üzemében kezdték meg 1944 januárjában, majd később az MNH (Maschinenfabrik Niedersachsischen-Hanover) és a MBA (Maschinenbau und Bahnbedarf) vállalat is bekapcsolódott a munkálatokba. A tervek szerint havi 150 vadászpárducot kellett legyártani, de ezt az előirányzatot a német ipar egyre katasztrofálisabb helyzete miatt már nem sikerült megvalósítani. A termelés üteme 1945 januárjában érte el a maximumot: 72 db. Összesen 392 db vadászpárduc készült 1944 januárja és 1945 márciusa között.

## Fegyverzet

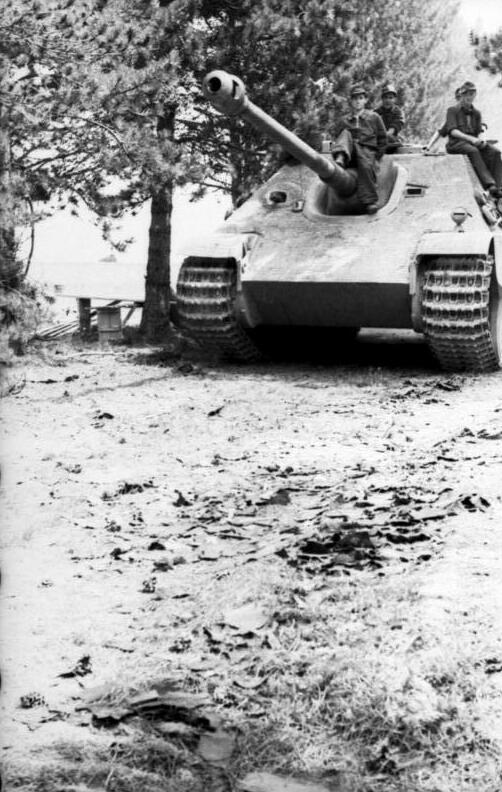
A személyzet pihenőidejét tölti egy Jagdpanzer tetején, 1944 júniusában valahol Franciaországban

Bár a vadászpárduc páncélvédettség és mobilitás kategóriában is jónak bizonyult, a konstrukció fő erőssége mégis a 8,8 cm PaK 43/3 L/71 páncéltörő lövegben rejlett, amely képes volt kilőni a II. világháború későbbi szakaszában megjelenő szövetséges nehéz harckocsikat is. Az erős fő fegyverzet jó minőségű Sfl.Z.F.1a (5×8) célzóoptikával párosult, ami 3000 m-es távolságig bizonyult hatékonynak. A löveg és a páncéltest találkozását az úgy nevezett Saukopf („disznófej”) 100 mm-es páncélborítású lövegpajzs védte.

## Páncélzat
Mivel a vadászpárduc a Panzer V-ös harckocsi alvázára épült, ezért páncélvédettség szempontjából nagyon hasonló volt a két típus. A felépítményt szemből 80 mm-es míg oldalról 50 mm-es páncéllemezek borították. A lövegtorony elhagyása előnnyel is járt, hiszen a felépítmény előállítása jóval egyszerűbb és olcsóbb megoldás volt, továbbá tágas küzdőteret biztosított a személyzet számára.  A vadászpáncélos lánctalpainak sérülése esetén azonban komoly hátránynak bizonyult, mert védtelenné vált az ellenséges páncélosok oldalazó tüzével szemben.

## Mozgékonyság
A 46 tonnás harcjármű lelke egy 12 hengeres Maybach HL 230 P30 benzinmotor volt, amely a Jagdpanzert 46 km/h országúti sebességre volt képes felgyorsítani. A maximális üzemanyagkapacitás elérte a 700 litert, ez országúton 160 km megtételéhez volt elegendő, mindezen felül a típushoz két fajta váltót használtak. Kezdetben az AK 7-200-as váltókat alkalmazták majd később áttértek a továbbfejlesztett AK 7-400-as használatára.

## Harc Normandiáért
A Jagdpanzer V a második világháború egyik legjobb önjáró páncéltörő lövege (vadászpáncélos) volt. Az első gyártmányokat az 559. és a 654. páncéltörő osztály rendszeresítették, de csak a 654. rendelkezett 42 darabbal. Utóbbi alakulat volt az első, mely éles harcokban is kipróbálta a típust. 1944. június 6-án a 654. osztály a Mailly-le-Camp nevű gyakorlótéren állomásozott, az egység csak ekkor jutott hozzá az új páncélvadászokhoz. Június 18-ig azonban csak két századot sikerült felfegyverezni a típussal, ráadásul az első század kadétjainak még nem volt elegendő tapasztalata, ezért csak a 2. század 14 Jagdpanzerét tudták bevetni. Az egység 1944. július 30-án Caumont-tól délre belefutott a brit 15. hadosztály állományába tartozó 6. gárda-Harckocsidandár Churchill tankjaiba, amelyek egészen a 309. magaslatig nyomultak előre. Hirtelen két Jagdpanzer rajtaütésszerű támadást mért a szövetséges egységre, míg egy harmadik az erdő takarásából fedezte az akciót. Az ütközet 2 percig tartott. Összesen 11 Churchill harckocsi került veszteséglistára, de a németeknek is hátra kellett hagyniuk két súlyosan megrongált páncélost. 
Bár a Jagdpanzerek ezen a frontszakaszon időlegesen képesek voltak feltartóztatni a fölényben lévő szövetségeseket, kis példányszámukból adódóan nem tudták megakadályozni a brit-amerikai áttörést.

## Az ardenneki offenzíva
A Jagdpanzerek legnagyobb összevonására az ardenneki offenzíva keretében került sor, ahol összesen 51 ilyen jármű vett részt a harcokban. Azután legalább hét páncéloshadosztály alegységét is felszerelték ilyen vadászpáncélosokkal. Az offenzív harcászat alapvetően idegen ettől a fegyvernemtől, így bevetésük nem is volt túl sikeres. Ebben az akcióban gyakorlatilag rohamlövegként alkalmazták őket.

## Galéria

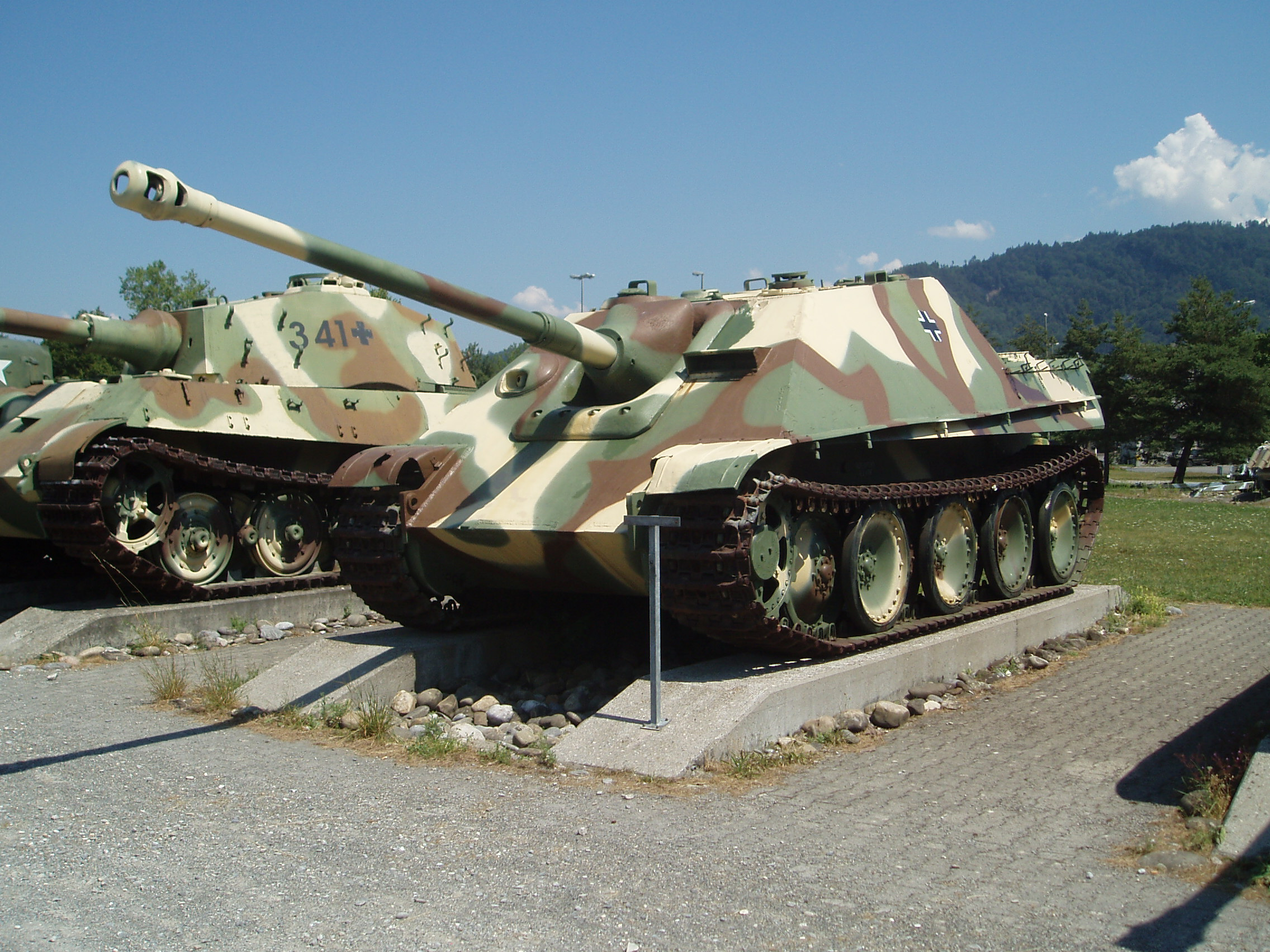
Kiállított Jagdpanzer Thune-ban, Svájcban
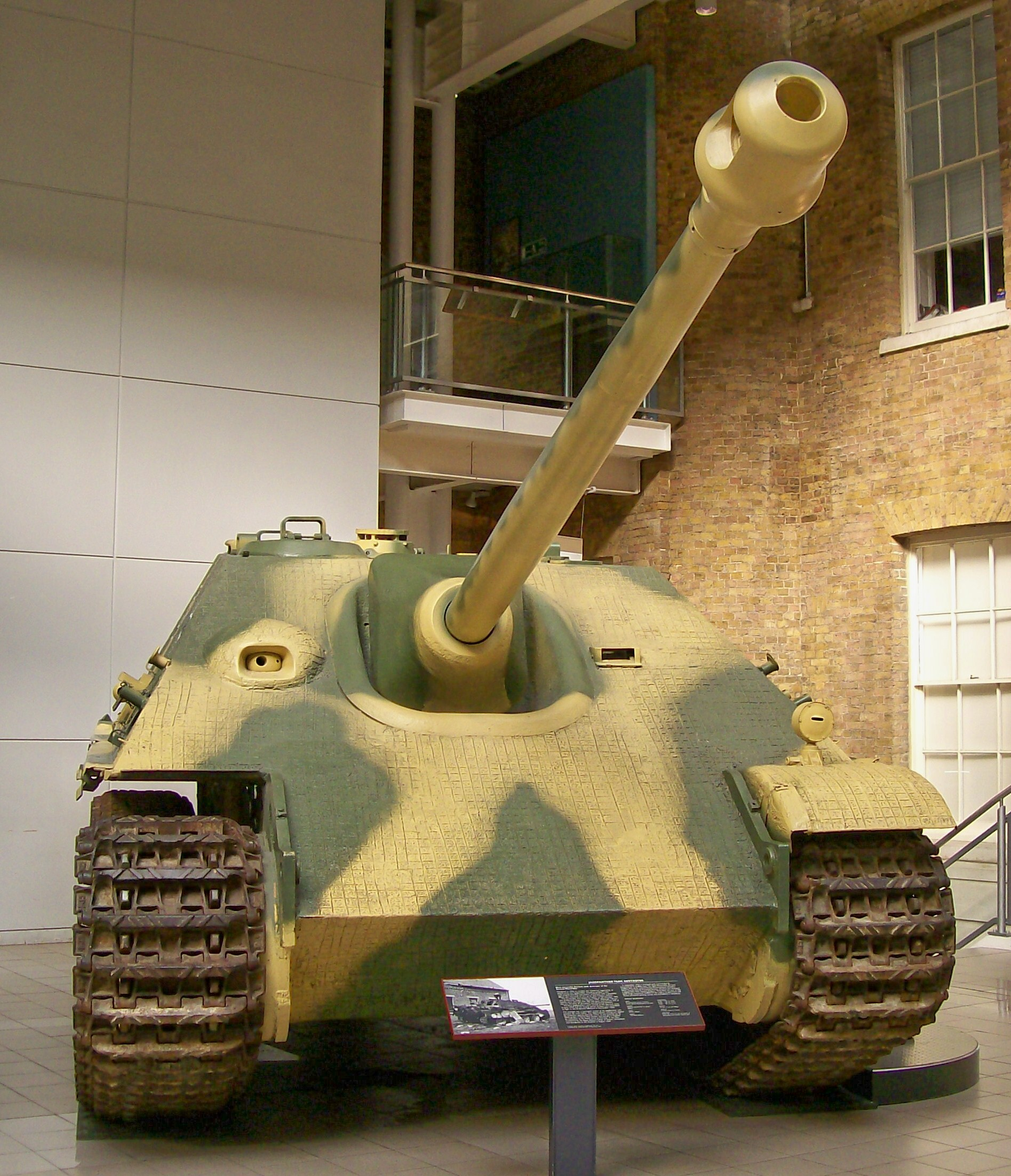
A londoni Imperial War Museumban kiállítva
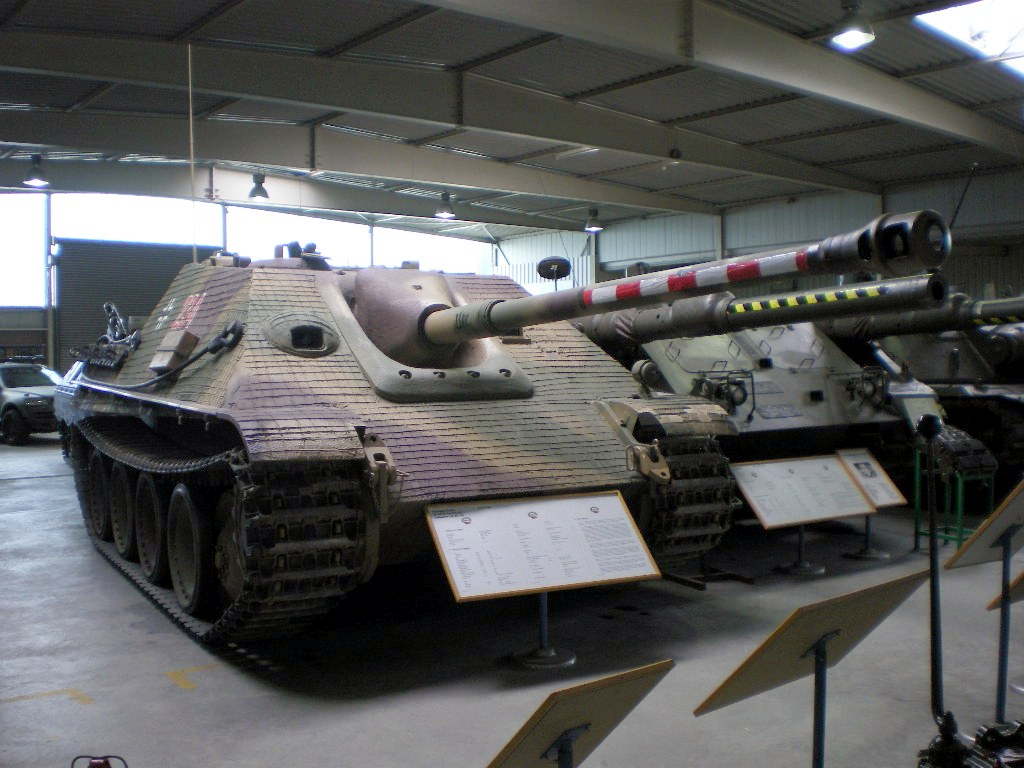
Jagdpanzer Koblenzben (Németország)
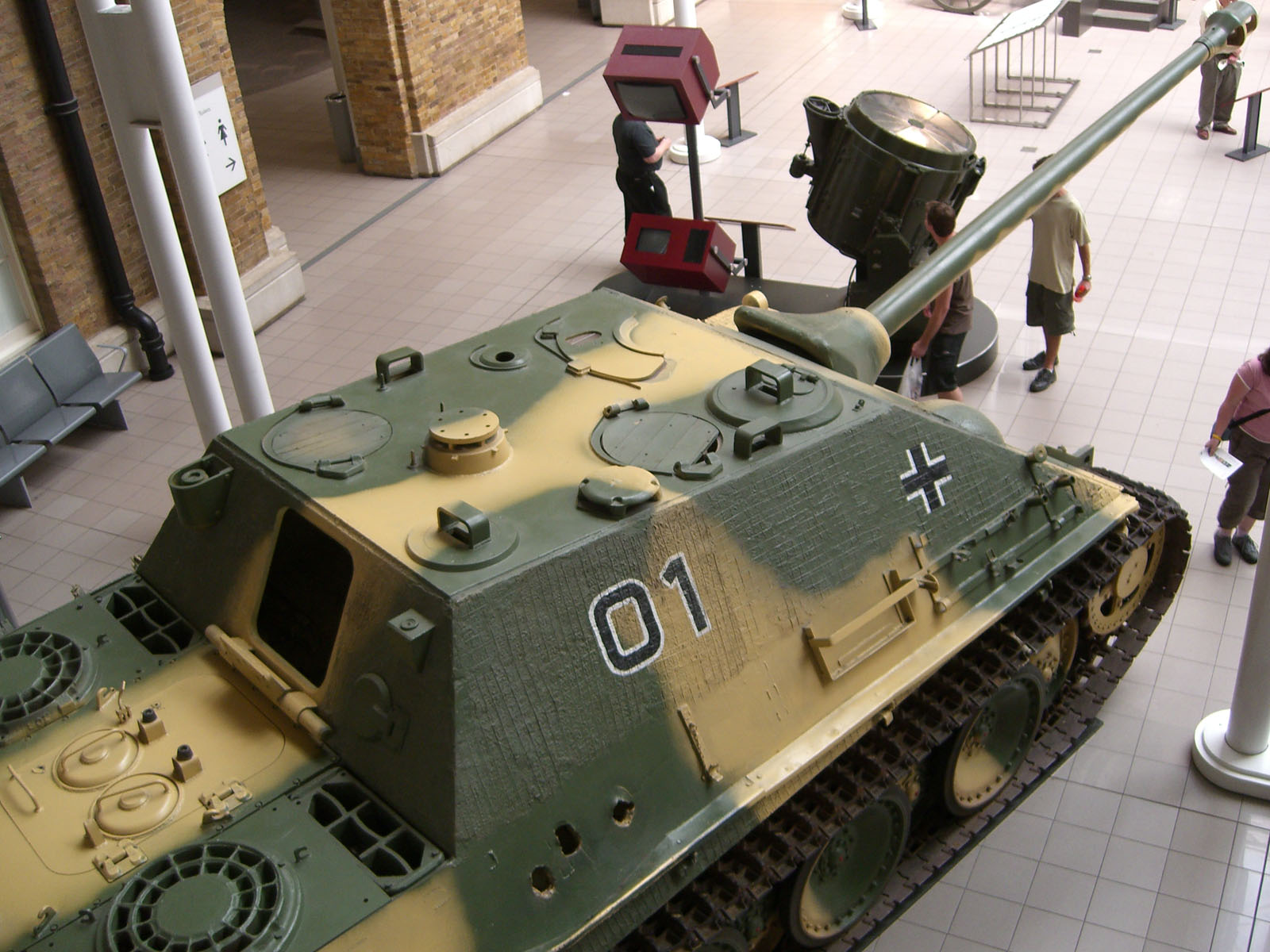
Jobb oldalnézet, lásd a három találatot
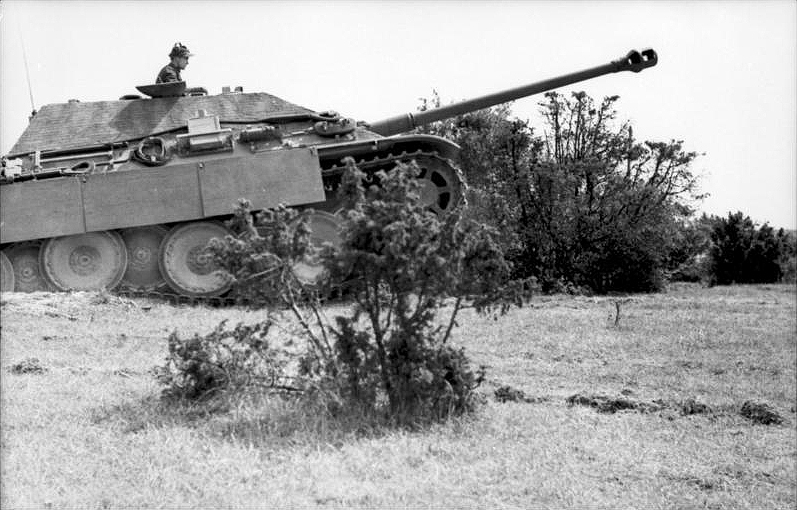
Jagdpanzer Franciaországban, 1944
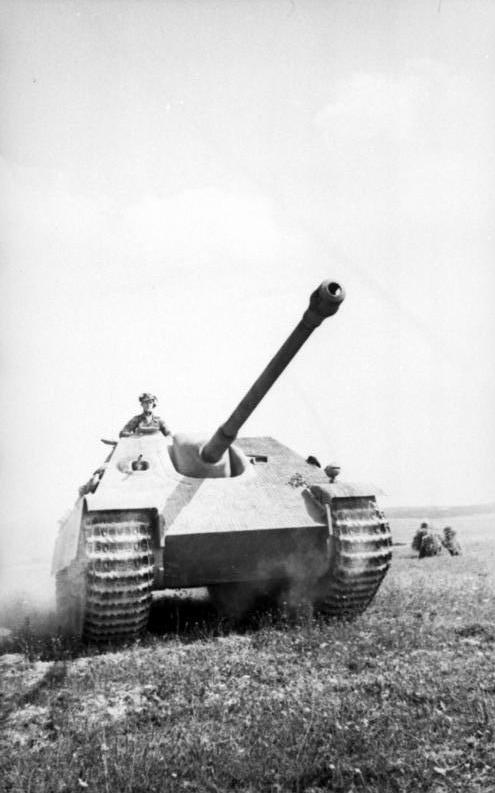
Jagdpanzer Franciaországban, 1944. június

## Külső hivatkozások
- achtungpanzer.com (angolul)
- panzerkeil.dre.hu
- AFV Database
- Information about the Jagdpanther at Panzerworld
- Panthers survivors—A PDF file presenting the Panther tanks (Panther, Jagdpanther, Bergepanther) still surviving